# Охтирська районна рада
Охтирська районна рада — орган місцевого самоврядування Охтирського району Сумської області з центром у місті Охтирка.
Охтирській районній раді підпорядковано 3 сільські громади, 1 селищну громаду та 3 сільські ради, які об'єднують 92 населені пункти.

## Склад ради
До складу Охтирської районної ради входять 34 депутатів від 6 партій :
- Блок Петра Порошенка «Солідарність» — 10 депутатів
- Аграрна партія України — 9 депутатів
- Радикальна партія Олега Ляшка — 6 депутатів
- Всеукраїнське об'єднання «Батьківщина» — 4 депутати
- Політична партія «Українське об'єднання патріотів — УКРОП» — 3 депутати
- Партія "Відродження" — 2 депутати

## Керівництво ради
Голова Охтирської районної ради — Шевченко Василь Михайлович